# Проєктивна границя
Проєктивна границя (обернена границя) — конструкція, що використовується в різних розділах математики яка дозволяє побудувати новий об'єкт {\displaystyle X} через множину однотипних об'єктів {\displaystyle X_{i},} які є проіндексовані деякою напрямленою множиною і набору відображень {\displaystyle f_{ij}:X_{j}\to X_{i}}, {\displaystyle i\leqslant j}. Проєктивні границі є одним із видів границі в теорії категорій.
Для проєктивної границі зазвичай використовуються наступні позначення:
{\displaystyle X=\varprojlim X_{i}},
{\displaystyle X=\projlim X_{i}}.
Проєктивну границю можна визначити в довільній категорії. Двоїсте поняття — індуктивна границя.

## Означення

### Алгебричні структури
Для алгебричних систем можна дати відносно просте означення проєктивної границі. Нехай {\displaystyle I} — частково впорядкована множина {\displaystyle \leqslant } (наприклад, множина цілих чисел) і для кожного елемента {\displaystyle i\in I} задана деяка алгебрична система {\displaystyle X_{i}} з будь-якого фіксованого класу (наприклад, абелевих груп, модулів над заданим кільцем), а кожній парі {\displaystyle (i,\;j)}, такій що {\displaystyle i,\;j\in I}, {\displaystyle i\leqslant j} — гомоморфізм {\displaystyle f_{ij}:X_{j}\to X_{i}}, причому {\displaystyle f_{ii}} — тотожні відображення для будь-якого {\displaystyle i\in I} і {\displaystyle f_{ik}=f_{ij}\circ f_{jk}} для будь-яких {\displaystyle i\leqslant j\leqslant k} з {\displaystyle I}. 
Тоді проєктивна границя {\displaystyle X} є за означенням підсистемою прямого добутку {\displaystyle X_{i}} виду:
{\displaystyle \varprojlim X_{i}={\bigg \{}(x_{i})\in \prod _{i\in I}X_{i}\mid x_{i}=f_{ij}(x_{j})\forall i\leqslant j{\bigg \}}}.
Існують канонічні проєкції {\displaystyle \pi _{i}:X\to X_{i}}, які вибирають {\displaystyle i}-у компоненту прямого добутку для кожного {\displaystyle i\in I}. Ці проєкції повинні бути гомоморфізмами, виходячи з цього можна ввести додаткову алгебричну структуру на проєктивній границі.

### Загальний випадок

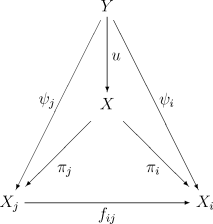

У довільній категорії проєктивну границю можна описати за допомогою її універсальної властивості. Нехай {\displaystyle (X_{i},f_{ij})} — сімейство об'єктів і морфізмів категорії C, яке задовольняє тим же вимогам, що і в попередньому пункті. Тоді {\displaystyle X} називається проєктивною границею системи {\displaystyle (X_{i},f_{ij})}, або {\displaystyle X=\varprojlim X_{i}}, якщо виконані наступні умови:
1. Існує таке сімейство відображень {\displaystyle \pi _{i}:X\to X_{i}}, що {\displaystyle \pi _{i}=f_{ij}\circ \pi _{j}} для будь-яких {\displaystyle i\leqslant j};
2. Для будь-якого сімейства відображень {\displaystyle \psi _{i}:Y\to X_{i}}, довільної множини {\displaystyle Y}, для якої виконані рівності {\displaystyle \psi _{i}=f_{ij}\circ \psi _{j}} для будь-яких {\displaystyle i\leqslant j}, існує єдине відображення {\displaystyle u:Y\to X}, для якого {\displaystyle \psi _{i}=\pi _{i}\circ u} , для всіх {\displaystyle i\in I}.

Більш загально, проєктивна границя — границя в категорному сенсі системи {\displaystyle (X_{i},f_{ij})}.

## Приклади
- Цілі {\displaystyle p}-адичні числа є проєктивною границею послідовності {\displaystyle \mathbb {Z} _{p^{n}}} з природними відображеннями виду отримання залишку {\displaystyle \mathbb {Z} _{p^{n}}\to \mathbb {Z} _{p^{m}}} при {\displaystyle n\geqslant m}.
- Кільце {\displaystyle \textstyle R[[t]]} формальних степеневих рядів над комутативним кільцем {\displaystyle R} є проєктивною границею кілець {\displaystyle \textstyle R[t]/t^{n}R[t]}, індексованих натуральними числами, з природними проєкціями {\displaystyle \textstyle R[t]/t^{n+j}R[t]\to \textstyle R[t]/t^{n}R[t]}.
- Множина Кантора є гомеоморфною проєктивній границі добутків двоточкових множин (з дискретною топологією) з проєкціями на перші кілька координат як відображень.
- В категорії топологічних просторів проєктивні границі задаються ініціальною топологією на відповідній множині-носії.